# Maria Deraismes
Marie Adélaïde Deraismes, dite Maria Deraismes, est une féministe, oratrice et femme de lettres française née le 17 août 1828 à Paris et morte le 6 février 1894 dans le 17e arrondissement de Paris. Première femme initiée dans la loge « La Libre pensée » appartenant à la Grande Loge symbolique écossaise à la fin du XIXe siècle, elle est à l'origine et fondatrice avec le docteur Georges Martin, de l'ordre maçonnique mixte international « le Droit humain ».

## Biographie
Maria Deraismes naît le 17 août 1828 à Paris. Issue d’une famille bourgeoise libérale, son père, commissaire en marchandise, est un voltairien anticlérical et sa mère, Anne Soleil, est l'héritière d'un oncle opticien développeur des phares lenticulaires. Autodidacte, elle apprend à lire avec sa sœur ainée Anna, et se familiarise avec les écrivains de l’Antiquité grecque et latine, des Lumières, les Pères de l'Église, les religions orientales, les livres sacrés de l'Inde ou encore les philosophes allemands. À 12 ans déjà, elle prononce des discours dans le kiosque du jardin familial puis rédige plusieurs pamphlets et pièces de théâtre qui sont présentées dans les salons bourgeois. 
À ses débuts Maria se destine à devenir peintre comme son idole Rosa Bonheur. Elle reçoit d'abord des cours d'un élève du peintre d'histoire P. Delaroche puis, sa famille s'étant installée à Nice, de Ferrari, peintre en titre du roi de Piémont. De retour à Paris après le décès de son père en 1852, Maria s'inscrit dans l'atelier pour femmes de Léon Cogniet, mais se tourne vers l'écriture.
Après la mort de leur mère en 1862 et le veuvage de l'aînée en 1865, Marie et Anna vivent ensemble au domicile familial et y tiennent un salon que fréquentent les personnalités de la démocratie libérale. Inscrite dans son siècle où les idées féministes prolifèrent et agitent la vie intellectuelle au même titre que les oppositions entre républicains et conservateurs, elle écrit dans Le Nain jaune et Le Grand Journal. 
Sa culture et son éloquence lui donnent l'occasion de mettre en valeur ses talents d'oratrice, en 1866, lorsqu’elle accepte l’invitation de Léon Richer à la loge du Grand Orient de France (GODF) pour réagir à l’article misogyne « Les bas-bleus » de Barbey d'Aurevilly en donnant une conférence sur la morale qui rencontre un certain succès. Elle donne ensuite d’autres conférences sur des thèmes féministes.
En 1869, elle est la cofondatrice avec Paule Minck, Louise Michel et Léon Richer de la Société pour la revendication des droits civils des femmes puis, en 1870, toujours avec Léon Richer, de l'Association pour le droit des femmes, qu'elle préside. Elle participe au journal Le Droit des femmes, fondé par Léon Richer, qui deviendra en 1870 L'Avenir des femmes. Avec lui, tout en fréquentant les milieux francs-maçons, elle entreprend de défendre la cause des femmes, qu'elle associe à son combat pour la laïcité. En 1874, avec Virginie Griess-Traut, militante fouriériste, pacifiste et féministe, Aline Valette, socialiste et féministe, Hubertine Auclert, elle crée la Société pour l'amélioration du sort de la femme.
En 1869 et 1870, elle soutient activement le groupe de Louise Michel, André Léo, Élisée Reclus visant à l'instauration d'une éducation pour les filles. Après la guerre de 1870, propagandiste de la jeune République, elle défend les idées démocratiques. Elle entreprend alors une nouvelle série de conférences sur les droits de l'enfant, le suffrage universel, etc. En 1878, elle coorganise avec Léon Richer le Congrès international du droit des femmes, qui aborde cinq principaux thèmes : histoire, éducation, économie, morale et législation. En 1881, elle organise, avec Victor Poupin, le 1er Congrès anticlérical au GODF ; elle devient dirigeante du journal Le Républicain de Seine et Oise la même année où ce droit est accordé aux femmes,.

## Franc-maçonnerie

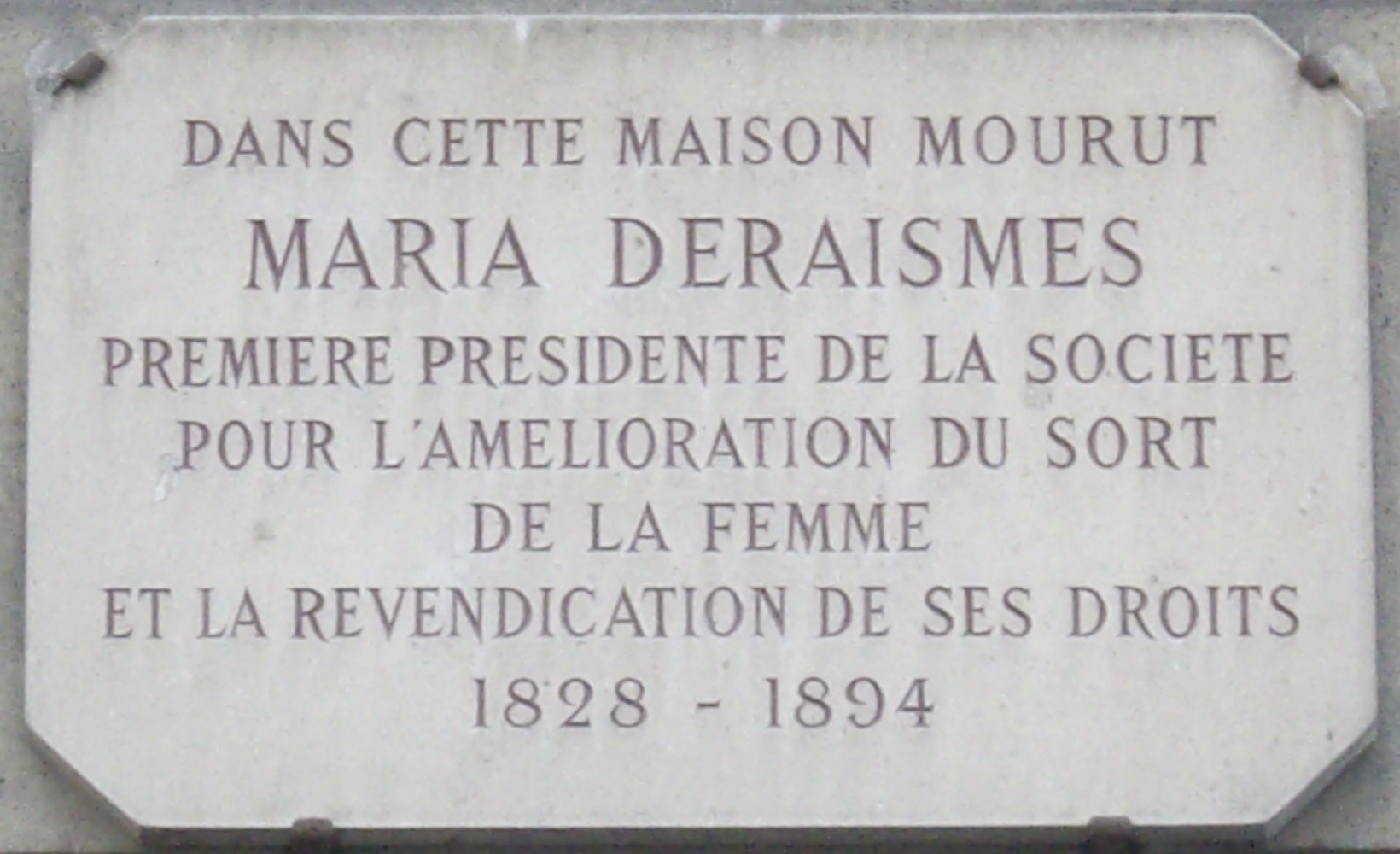
Plaque 72 rue Cardinet (17e arrondissement de Paris), où elle meurt.

Face aux refus successifs des obédiences d'accueillir et initier des femmes, la loge du Pecq décide alors d'entrer en résistance. Avec la complicité active du docteur Georges Martin, Maria Deraismes est la première femme initiée le 14 janvier 1882 dans la loge « Les Libres-Penseurs » à l'Orient du Pecq. Cette initiation provoque un profond séisme dans la franc-maçonnerie française. Sa loge est suspendue de la Grande Loge symbolique écossaise. Des tractations ont lieu avec les frères rebelles et, cinq mois plus tard, la loge du Pecq adresse à la GLSE la liste de ses membres parmi lesquels le nom de Maria Deraismes n'apparaît pas. L'incident est clos et la loge est réintégrée au sein de l'obédience de la Grande Loge symbolique.
Onze ans après, Maria Deraismes réunit chez elle, les 1er juin 1892 et 4 mars 1893, seize femmes de la bourgeoisie républicaine à qui elle va donner la « Lumière maçonnique ». Assistée de Georges Martin, elle leur confère le premier grade symbolique d'« apprenti-maçon » le 14 mars 1893 ; celui de compagnon le 24 mars et celui de maître le 1er avril. En tant que « vénérable maître fondatrice », elle fait procéder le 4 avril à l'élection des officiers et à la lecture des articles de la constitution déposée au Ministère de l'Intérieur et à la Préfecture de Police, articles qui furent adoptés par vote. La Grande Loge symbolique écossaise mixte « Le Droit humain » qui deviendra l'Ordre maçonnique mixte international « le Droit humain », cinquième obédience maçonnique française, est ainsi créée.
Elle ne verra pas son travail achevé et la tâche d'organisation et de développement du Droit Humain reviendront au docteur Georges Martin, car elle meurt d'emphysème le 6 février 1894, à son domicile de la rue Cardinet, dans le 17e arrondissement de Paris. Elle est inhumée trois jours plus tard dans le cimetière de Montmartre (31e division). Peu avant son décès, elle laisse le message suivant : « Je vous laisse le Temple inachevé, poursuivez, entre ses Colonnes, le Droit de l’Humanité ».

## Idéologie
Libre-penseuse, Maria Deraismes rejoint, comme telle, une loge maçonnique qui accepte d’accueillir une femme. Opposée à l’obscurantisme et à la misogynie de l’Église catholique, elle est anticléricale et s’engage résolument, en novembre 1881, au cours d’une conférence au Trocadéro à Paris, aux côtés de la franc-maçonnerie dans sa lutte contre la toute-puissance de l’Église romaine, qui propage la foi chrétienne, supposant et imposant la prééminence de l’homme sur la femme et retarde la reconnaissance des droits civils de la femme. En théoricienne du féminisme, elle révoque l’infériorisation de la femme théorisée par cette institution : « La rupture de la femme avec le dogme est un acte de délivrance, une œuvre de libération, une déclaration d’indépendance… Qui nous a avilies, abaissées, si ce n’est la foi religieuse ? ». Et elle ajoute : « nous répudions à la face de l’univers cette fable du péché originel, aussi absurde que monstrueuse. Il est temps que l’humanité soit libérée de cette malédiction légendaire, et qu’elle repousse comme une fable cette fatalité de malheur ! ».
Revendiquant la reconnaissance juridique des droits des femmes, elle concentre son action sur cet objectif. Elle ne juge pas la revendication du droit de vote secondaire, mais elle estime ce combat prématuré, desservant, par son échec, à ses yeux programmé, la cause des femmes. Lors du premier banquet féministe, organisé le 11 juillet 1870, elle lit un manifeste demandant aux parlementaires d’accorder aux femmes les droits civils et politiques.
Favorable à l’abolition de la prostitution, elle mène ce combat avec la féministe anglaise Josephine Butler. Alors régulée par l’État, la prostitution est, selon elle, une des manifestations de l’oppression masculine, de l’antagonisme entre hommes et femmes.
Mobilisée pour la laïcité « qui implante réellement l’amour du prochain », elle croit en la République, mais la lutte aux côtés des hommes républicains qui la soutiennent lui pose un problème, puisqu’elle doit lutter avec des personnes qu’elle considère comme étant opposées à une réelle émancipation des femmes. L’influence de Léon Richer dans son mouvement est d’ailleurs dénoncée par les militantes, et en premier chef par elle-même et Julie-Victoire Daubié, lorsqu’elles pointent que « ces messieurs ne vont pas aussi loin que nous » dans les revendications qu’ils portent au nom des femmes, puisque « leurs intérêts ne sont pas les mêmes ». À la mort de Léon Richer, les femmes reprennent le contrôle du mouvement féministe et les hommes qui interviennent ne le font que dans un rôle d’auxiliaire[réf. nécessaire]
Défendant farouchement l’égalité entre hommes et femmes : « les deux genres sont coexistants et nécessaires à la procréation ; donc ils sont égaux », tandis que distinguant genre et sexe, elle affirme « L’infériorité des femmes n’est pas un fait de la nature, nous le répétons, c’est une invention humaine, c’est une fiction sociale ». Elle dénonce, en parallèle, une vision trop romantique de la femme, une divinisation, qui bride son émancipation. Que ce soit dans la peinture, la littérature, le théâtre, domaines pour lesquels elle se livre, à travers des conférences, à des revues critiques argumentées d’auteurs aussi bien historiques, que contemporains ; ainsi, Jean-Jacques Rousseau, après avoir été encensé par les républicains les décennies précédentes, n’échappe pas à ses critiques, bien qu’elle soit moins virulente que Séverine dans son expression. Tout en lui trouvant la circonstance atténuante d’avoir répliqué des propos tenus par d’autres, elle s’appuie sur les idées de Rousseau développées dans la création des inégalités, mais dénonce son mépris de la femme et le modèle d’éducation proposé, aussi bien pour Émile, que pour Sophie, les trouvant aussi pernicieux pour l’homme que pour la femme. À l’inverse elle est très critique avec l’homme du peuple qui, selon elle, méprise et humilie sa compagne. Elle attribue les inégalités entre sexes plus à la paresse des uns et des autres qu’aux structures politiques gouvernantes,,,,.
Maria Deraismes incarne pour certains auteurs l'esprit républicain des premières années de la Troisième République, l'aspiration à la liberté, à la laïcité de l'État et de l'enseignement, la recherche de l'égalité des droits entre la femme et l'homme.

## Hommages

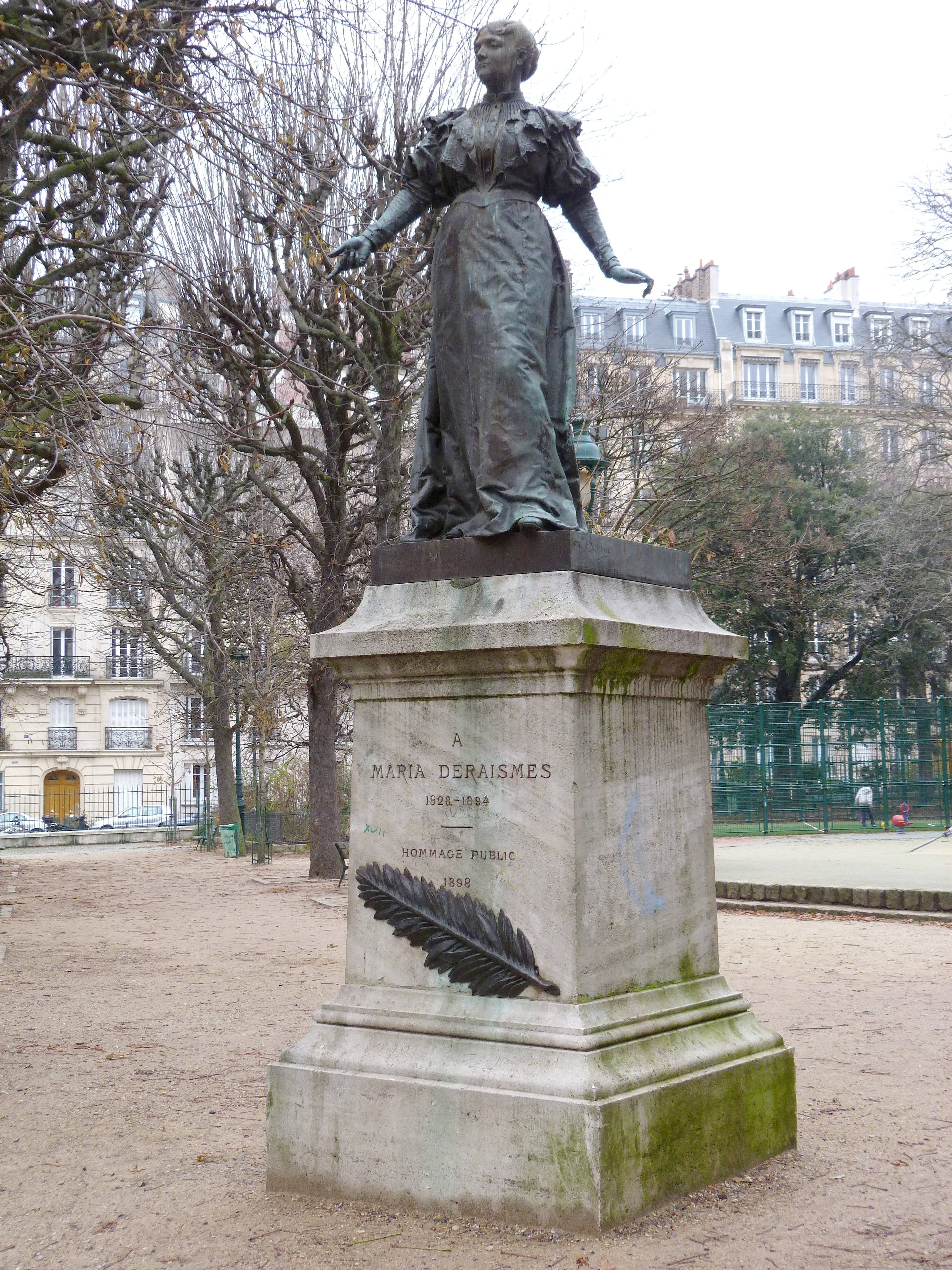
Monument à Maria Deraismes de Louis-Ernest Barrias, square des Épinettes, Paris.

Un monument, hommage public inauguré en 1898, est érigé dans le square des Épinettes (17e arrondissement). Cette œuvre de Louis-Ernest Barrias, inaugurée en 1898, a été détruite par les autorités de Vichy, en 1943, en vertu de la loi du 11 octobre 1941 sur l'enlèvement des statues et monuments publics en alliages cuivreux, prétendument en vue de leur fusion, en réalité, pour éliminer les figures républicaines jugées incompatibles avec l’idéologie pétainiste. La statue a été refondue en 1983 par la fonderie de Coubertin et ré-érigée dans le square. Une des rues longeant ce square porte son nom.
Elle possédait une maison à Pontoise, où une rue porte son nom, et un buste la représentant se trouve dans le quartier boisé de l'Hermitage, au nord de la ville. Ce buste avait subi le même sort que la statue du square des Épinettes. Il a été ré-érigé le 22 septembre 2000, au même endroit grâce à l'action de l'Association laïque des Amis de Maria Deraismes.
En 1894, la rue Maria-Deraismes dans le 17e arrondissement de Paris prend son nom, et, vers 1980, un lycée professionnel situé au no 19 de la même rue lui rend hommage.

## Publications

### Éditions originales
- Nos principes et nos mœurs, Paris, Michel Lévy frères, 1868.
- L’Ancien devant le nouveau, Paris, Librairie nationale, 1869.
- Lettre au clergé français, Paris, Édouard Dentu, 1879.
- Les Droits de l’enfant, Paris, Édouard Dentu, 1887.
- Épidémie naturaliste [Émile Zola et la science, discours prononcé au profit d’une société pour l’enseignement en 1880] par Maria Deraismes, Paris, Édouard Dentu, 1888, lire en ligne sur Gallica.
- Ève dans l’humanité, Paris, L. Sauvaitre, 1891, lire en ligne sur Gallica.
- Le Théâtre de M. Sardou, conférence faite le 21 janvier 1875, à la salle des Capucines, Paris, Édouard Dentu, 1875, lire en ligne sur Gallica.
- Ligue populaire contre l'abus de la vivisection : Discours prononcé par Mlle Maria Deraismes, à la conférence donnée le 23 septembre 1883, au Théâtre des Nations, Paris, A. Ghio, 1884, lire en ligne sur Gallica.
- Œuvres complètes de Maria Deraismes
  - Volume 1 : France et progrès ; Conférence sur la noblesse, Paris, Félix Alcan, octobre 1895, lire en ligne sur Gallica.
  - Volume 2 : Ève dans l'Humanité ; Les Droits de l'Enfant, Paris, Félix Alcan, janvier 1896, lire en ligne sur Gallica.
  - Volume 3 : Nos Principes et nos Mœurs ; L'ancien devant le Nouveau, Paris, Félix Alcan, janvier 1897, lire en ligne sur Gallica.
  - Volume 4 : Lettre au clergé français ; Polémique religieuse, 1898.

### Éditions modernes
- Éve dans l'humanité, articles et conférences de Maria Deraismes, Préface d'Yvette Roudy, éd. Abeille et Castor, Angoulême, 2008.
- Les Droits de L'enfant : conférence de Maria Deraismes, Lyon, Éd. Mario Mella, 1999.
- Ce que veulent les femmes, articles et discours de 1869 à 1894, éd. Syros, 1980.